# سناء الصالح
سناء الصالح (3 أكتوبر 1982 -)، ممثلة ومغنية بحرينية. كانت مشتركة في برنامج «نجوم الخليج» النسخة الرابعة.

## أعمالها

### من المسلسلات
- عيون من زجاج.
- لحظة ضعف.
- ليلة عيد.
- على موتها أغني.
- بين قلبين.

## وصلات خارجية
- سناء الصالح على موقع قاعدة بيانات الأفلام العربية